# Línea 513 (Interurbanos Madrid)
La línea 513 de la red de autobuses interurbanos de Madrid une el polígono Urtinsa de Alcorcón con el intercambiador de Príncipe Pío (Madrid).

## Características
Esta línea une los barrios de Ondarreta, Parque Lisboa y San José de Valderas (Alcorcón) con la capital, atendiendo además la estación de San José de Valderas. Así mismo, presta servicio al polígono industrial Urtinsa que se ubica al sur del municipio, limitando con Leganés y en las lindes de las cocheras que Arriva Madrid tiene. Dentro del polígono, la línea tiene un circuito neutralizado, es decir, sólo atiende las calles que recorre en un sentido.
Está operada por Arriva Madrid mediante la concesión administrativa VCM-501 - Madrid – Batres (Viajeros Comunidad de Madrid) del Consorcio Regional de Transportes de Madrid.
Desde el miércoles 15 de enero de 2025, la línea se vio modificada como consecuencia del soterramiento del Paseo de Extremadura, acortando su recorrido hasta Cuatro Vientos, donde los autobuses del corredor 5 tendrán su cabecera provisional mientras duren las obras.

### Frecuencias
| Lunes a viernes laborables lectivos (1 sept. - 31 julio)    |                  |
| A 6:06                                                      |                  |
| De 6:20 a 23:00                                             | cada 8-10 min    |
| De 23:00 a 24:00                                            | cada 15 min      |
| A 0:15 - 0:30 - 0:45 - 1:00                                 |                  |
| Lunes a viernes laborables no lectivos (1 sept. - 31 julio) |                  |
| A 6:00 - 6:18                                               |                  |
| De 6:37 a 22:36                                             | cada 9-12 min    |
| De 22:36 a 23:51                                            | cada 15 min      |
| A 0:06 - 0:21 - 0:36 - 0:41 - 0:55                          |                  |
| Lunes a viernes laborables (Agosto)                         |                  |
| De 6:00 a 6:45                                              | cada 15 min      |
| A 7:05                                                      |                  |
| De 7:22 a 23:52                                             | cada 15 min      |
| A 0:07 - 0:22 - 0:37 - 0:55                                 |                  |
| Sábados laborables (1 sept. - 30 junio)                     |                  |
| De 6:00 a 6:45                                              | cada 15 min      |
| A 7:05                                                      |                  |
| De 7:37 a 23:52                                             | cada 15 min      |
| A 0:07 - 0:22 - 0:37 - 0:55                                 |                  |
| Sábados laborables (Julio y agosto)                         |                  |
| A 6:00 - 6:30 - 6:50 - 7:10 - 7:30 - 7:50 - 8:15            |                  |
| de 8:40 a 22:40                                             | cada 20 min      |
| A 22:55 - 23:10 - 23:30 - 23:50 - 0:10 - 0:30               |                  |
| Domingos y festivos (1 sept. - 30 junio)                    |                  |
| De 6:30 a 7:15                                              | entre 15 minutos |
| A 7:32                                                      |                  |
| De 7:52 a 23:52                                             | cada 15 minutos  |
| A 0:07 - 0:22 - 0:37 - 0:55                                 |                  |
| Domingos y festivos (Julio y agosto)                        |                  |
| A 6:30 - 6:50 - 7:10 - 7:30 - 7:55                          |                  |
| De 8:20 a 23:00                                             | cada 20 minutos  |
| A 23:15 - 23:30 - 23:50 - 0:10 - 0:30                       |                  |

| Lunes a viernes laborables lectivos (1 sept. - 31 julio)    |                 |
| De 5:30 a 22:00                                             | cada 8-10 min   |
| De 22:00 a 23:30                                            | cada 15 min     |
| A 23:45 - 24:00 - 0:15 - 0:30                               |                 |
| Lunes a viernes laborables no lectivos (1 sept. - 31 julio) |                 |
| De 5:30 a 6:00                                              | cada 15 min     |
| De 6:00 a 21:33                                             | entre 9-11 min  |
| De 21:45 a 23:09                                            | entre 12-15 min |
| A 23:24 - 23:39 - 23:54 - 0:09 - 0:25                       |                 |
| Lunes a viernes laborables (Agosto)                         |                 |
| De 5:30 a 23:15                                             | cada 15 min     |
| A 23:30 - 23:45 - 24:00 - 0:15                              |                 |
| Sábados laborables (1 sept. - 30 junio)                     |                 |
| De 5:30 a 23:15                                             | cada 15 min     |
| A 23:30 - 23:45 - 24:00 - 0:15                              |                 |
| Sábados laborables (Julio y agosto)                         |                 |
| A 5:30                                                      |                 |
| De 6:00 a 23:20                                             | cada 20 min     |
| A 23:40 - 24:00                                             |                 |
| Domingos y festivos (1 sept. - 30 junio)                    |                 |
| De 6:00 a 23:15                                             | cada 15 minutos |
| A 23:30 - 23:45 - 24:00 - 0:15                              |                 |
| Sábados, domingos y festivos (Julio y agosto)               |                 |
| De 6:00 a 23:20                                             | cada 20 min     |
| A 23:40 - 24:00                                             |                 |

1. ↑  Consorcio Regional de Transportes de Madrid. «Alternativas de transporte público durante las obras de soterramiento de la A-5». Consultado el 12 de enero de 2025.
2. 1 2 3 4 5 6 7 8 9 10 11 12 13 14 15 16 17 18 19 20 21 22 23 24 25  Salen del paseo de la Virgen del Puerto.
3. 1 2 3 4 5 6 7 8 9 10 11 12 13 14 15 16 17 18 19 20 21 22 23 24 25  Llegan al paseo de la Virgen del Puerto.

## Recorrido y paradas
NOTA: Debido a las obras de soterramiento de la autovía A-5, las paradas sombreadas en rojo se encuentran fuera de servicio, desde el 15 de enero de 2025 hasta fin de obras.

### Sentido Alcorcón
| Código                                                     | Parada                                      | Común con                                                                                         | Conexiones con Metro y Cercanías | Municipio | Zona |
| ---------------------------------------------------------- | ------------------------------------------- | ------------------------------------------------------------------------------------------------- | -------------------------------- | --------- | ---- |
| 17051                                                      | Intercambiador de Príncipe Pío (dársena 26) |                                                                                                   | Príncipe Pío                     | Madrid    |      |
| Cabecera de las expediciones que salen desde la superficie |                                             |                                                                                                   |                                  |           |      |
| 607                                                        | Virgen del Puerto - Campo del Moro          | 511 516 518 545 N504 N505 N808                                                                    | Príncipe Pío                     | Madrid    |      |
| Paradas del itinerario normal                              |                                             |                                                                                                   |                                  |           |      |
| 881                                                        | Paseo de Extremadura-El Greco               | 36 39 65 511 512 514 516 518 521 522 523 524 525 528 534 538 539 541 545 546 547 548 551 581      |                                  | Madrid    |      |
| 892                                                        | Campamento                                  | 36 39 495 511 512 514 516 518 521 522 523 524 525 528 534 538 539 541 545 546 547 548 551 573 581 | Campamento                       | Madrid    |      |
| 50073                                                      | P.º Extremadura - Cuatro Vientos            | 495 511 512 514 516 517 518 521 522 523 524 525 528 534 538 539 551 560 581                       | Cuatro Vientos                   | Madrid    |      |
| 08376                                                      | Ctra. A-5 - Museo del Aire y del Espacio    | 511 512 514 516 517 518 521 522 523 524 525 528 534 538 539 560                                   |                                  | Madrid    |      |
| 08542                                                      | Av. Lisboa - Est. San José de Valderas      | 511 520 560 2                                                                                     | San José de Valderas             | Alcorcón  |      |
| 08525                                                      | Av. Lisboa - Centro de Salud                | 560 2                                                                                             |                                  | Alcorcón  |      |
| 08520                                                      | Av. Lisboa - Piscinas                       | 560 2                                                                                             |                                  | Alcorcón  |      |
| 08502                                                      | Av. Cantarranas - San José                  | 520                                                                                               |                                  | Alcorcón  |      |
| 08500                                                      | Polvoranca - Jabonería                      | 520                                                                                               |                                  | Alcorcón  |      |
| 08497                                                      | Polvoranca - Matadero                       | 520                                                                                               |                                  | Alcorcón  |      |
| 08538                                                      | Polvoranca - Av. Alcalde José Aranda        | 520                                                                                               |                                  | Alcorcón  |      |
| 08491                                                      | Polvoranca - Centro de Salud                |                                                                                                   |                                  | Alcorcón  |      |
| 10452                                                      | Polvoranca - Olímpico Fco. Fdez. Ochoa      |                                                                                                   |                                  | Alcorcón  |      |
| 17606                                                      | Industrias - Polvoranca                     |                                                                                                   |                                  | Alcorcón  |      |
| 08433                                                      | Industrias - Fraguas                        |                                                                                                   |                                  | Alcorcón  |      |
| 08428                                                      | Fábricas - Pintores                         |                                                                                                   |                                  | Alcorcón  |      |
| 10815                                                      | Fábricas - Ebanistas                        |                                                                                                   |                                  | Alcorcón  |      |
| 10816                                                      | Ebanistas - Fraguas                         |                                                                                                   |                                  | Alcorcón  |      |
| 10817                                                      | Polvoranca - Ebanistas                      |                                                                                                   |                                  | Alcorcón  |      |
| 08427                                                      | Polvoranca - Servicios Municipales          |                                                                                                   |                                  | Alcorcón  |      |

### Sentido Madrid
| Código                                                     | Parada                                      | Común con                                                                                  | Conexiones con Metro y Cercanías | Municipio | Zona |
| ---------------------------------------------------------- | ------------------------------------------- | ------------------------------------------------------------------------------------------ | -------------------------------- | --------- | ---- |
| 08528                                                      | Polvoranca - Olímpico Fco. Fdez. Ochoa      | 512                                                                                        |                                  | Alcorcón  |      |
| 13175                                                      | Polvoranca - Centro de Salud                | 512                                                                                        |                                  | Alcorcón  |      |
| 08494                                                      | Polvoranca - Av. Alcalde José Aranda        | 450 510 520                                                                                |                                  | Alcorcón  |      |
| 08496                                                      | Polvoranca - Pocillo                        | 450 510 520                                                                                |                                  | Alcorcón  |      |
| 08499                                                      | Polvoranca - Jabonería                      | 450 510 520                                                                                |                                  | Alcorcón  |      |
| 08501                                                      | Av. Cantarranas - San José                  | 510 520                                                                                    |                                  | Alcorcón  |      |
| 20619                                                      | Av. Lisboa - Porto Lagos                    | 510 560 2                                                                                  |                                  | Alcorcón  |      |
| 08521                                                      | Av. Lisboa - Portocristo                    | 510 560 2                                                                                  |                                  | Alcorcón  |      |
| 08526                                                      | Av. Lisboa - Carballino                     | 510 560 2                                                                                  |                                  | Alcorcón  |      |
| 08543                                                      | Av. Lisboa - Est. San José de Valderas      | 510 511 520 560 2                                                                          | San José de Valderas             | Alcorcón  |      |
| 08377                                                      | Ctra. A-5 - Museo del Aire y del Espacio    | 511 512 514 516 517 518 521 522 523 524 525 528 534 538 539 560                            |                                  | Madrid    |      |
| 08464                                                      | P.º Extremadura - Cuatro Vientos            | 495 511 512 514 516 517 518 521 522 523 524 525 528 534 538 539 551 560 581                | Cuatro Vientos                   | Madrid    |      |
| 893                                                        | Campamento                                  | 39 495 511 512 514 516 518 521 522 523 524 525 528 534 538 539 541 545 546 547 548 551 581 | Campamento                       | Madrid    |      |
| 885                                                        | Surbatán                                    | 36 39 511 512 514 516 518 521 522 523 524 525 528 534 538 539 541 545 546 547 548 551 581  |                                  | Madrid    |      |
| Terminal de las expediciones que terminan en la superficie |                                             |                                                                                            |                                  |           |      |
| 607                                                        | Virgen del Puerto - Campo del Moro          | 511 516 518 545 N504 N505 N808                                                             | Príncipe Pío                     | Madrid    |      |
| Terminal del itinerario normal                             |                                             |                                                                                            |                                  |           |      |
| 17051                                                      | Intercambiador de Príncipe Pío (dársena 26) |                                                                                            | Príncipe Pío                     | Madrid    |      |